# G.B.F.
G.B.F. (Gay Best Friend; bra: G.B.F.; prt: O Meu Melhor Amigo Gay) é um filme independente de comédia adolescente estadunidense de 2013, dirigido por Darren Stein e produzido por School Pictures, Parting Shots Media e Logolite Entertainment. Teve sua primeira exibição oficial no Festival de Cinema de Tribeca em abril de 2013 e teve seu lançamento no dia 17 de janeiro de 2014 pela Vertical Entertainment. G.B.F. foca nos estudantes gays enrustidos do ensino médio, Tanner e Brent. Quando Tanner sai do armário a força, ele é recolhido pelas meninas populares e começa a ultrapassar Brent ainda enrustido em popularidade.
O filme é estrelado por Sasha Pieterse, Natasha Lyonne, Evanna Lynch, Megan Mullally, Andrea Bowen, Joanna "JoJo" Levesque, Xosha Roquemore, Horatio Sanz, Paul Iacono, e Michael J. Willett. A trilha sonora de G.B.F. inclui as novas músicas de "Hi Fashion" & "Veva".

## Enredo
Uma guerra social começa em um colégio suburbano quando as três rainhas populares disputam para ter o novo acessório de moda entre as garotas - um  M.A.G. (ou Melhor Amigo Gay). GBF conta a história de dois melhores amigos enrustidos, Tanner e Brent. Brent almeja para ser o centro das atenções e tem um plano que fará com que ele seja o garoto mais popular da escola. Ele acredita que sair com elas, vai o tornar popular, como o mais novo acessório das meninas adolescentes: O M.A.G. Tanner, por outro lado, prefere ficar de boa e se pós-graduar do ensino médio sem nunca ser notado.

## Elenco
- Sasha Pieterse como Fawcett Brooks
- Michael J. Willett como Tanner Daniels
- Andrea Bowen como Ashley "'Shley" Osgoode
- Xosha Roquemore como Caprice Winters
- Paul Iacono como Brent van Camp
- Taylor Frey como Topher
- Derek Mio como Glenn Bak
- Joanna "JoJo" Levesque como Soledad
- Molly Tarlov como Sophie Aster
- Natasha Lyonne como Srª. Hoegel
- Evanna Lynch como McKenzie Price
- Megan Mullally como Sra. van Camp
- Rebecca Gayheart como Shannon Daniels
- Jonathan Silverman como Sr. Daniels
- Horatio Sanz como O Diretor Crowe
- Mia Rose Frampton como Mindie
- Anthony Garland como Christian
- Brock Harris como Hamilton

## Produção
George Northy estava trabalhando em uma agência de publicidade e criando o roteiro de "G.B.F.," sobre uma escola com uma nova tendência: Todas as meninas precisam ter o acessório mais quente desta temporada, um melhor amigo gay. Northy pesquisou na Internet sobre competições de roteiristas LGBT e veio uma lista de Outfest's Screenwriting Lab e NewFest's NewDraft Screenplay Contest. No momento em que ambos os festivais deu a volta no verão passado, Northy foi o finalista. Guinevere Turner, com o Outfest Lab, enviou o roteiro de "G.B.F." para Darren Stein. Stein disse a Indiewire, "Eu pensei, já que veio de Guinevere, seria um script escuro. Eu li isso e eu estava rindo alto. Parecia um filme adolescente clássico. Ele pulou de página de uma forma que a maioria dos roteiros não fariam. Era tão sarcástico e inteligente, sobre algo perto do meu coração e culturalmente relevante. Não foi pela mensagem ou pelo enfadonho. Eu estava muito, muito animado. É muito raro rir em voz alta a leitura de um roteiro."
Depois de ler o roteiro, Stein decidiu dirigir o filme e passou para seu gerente que tem investidores envolvidos com o projeto. Raven Symoné estava em negociações para estrelar no filme seguinte a tabela de leitura, no entanto, eventualmente, passou sobre o projeto.
O filme foi filmado em Los Angeles durante 18 dias pelo diretor Darren Stein.

## Recepção
O filme fez quase três vezes a mais que seu orçamento, tornando o filme um sucesso de bilheteria.

### Recepção crítica
O filme teve uma pontuação de 81%, com um certificado "Novo" da classificação no site de resenha agregado Rotten Tomatoes baseado em 37 comentários, o que significava que o filme foi recebido com comentários críticos positivos na maioria.

## Lançamento
G.B.F. fez sua estréia oficial em Hollywood no Chinese Theater 6 em Los Angeles, na Califórnia em 19 de novembro de 2013. G.B.F. será lançado exclusivamente na DirecTV em 22 de novembro de 2013 enquanto o filme nos cinemas oficiais e o lançamento em VOD será no dia 17 de janeiro de 2014. O filme foi lançado em DVD no dia 11 de fevereiro de 2014 nos Estados Unidos. Foi relançado em DVD e Blu-ray no dia 14 de abril de 2014 no Reino Unido.
O filme recebeu a classificação R no Motion Picture Association of America film rating system (MPAA) pelas "referências sexuais". O diretor do filme respondeu à classificação e disse, "Eu sempre pensei em G.B.F. como um filme PG-13, mas o que nos foi dado, foi um R "Pelas Referências Sexuais" apesar de não ter um único F-bomb, pitada de nudez ou violência no filme. Talvez a caixa de classificações deve ler com mais precisão "Por Referências Homossexuais" ou "Muitas Cenas de Beijos de Adolescentes Gay." Eu olho para a frente a um mundo onde os adolescentes gays possam expressar seu humor e desejo isso em um filme adolescente, onde a diversão não fique marcada com uma advertência R."

## Trilha sonora
A trilha sonora original de G.B.F. original motion picture soundtrack foi lançada pela Lakeshore Records no dia 14 de janeiro de 2014. A faixa 13 do álbum foi originalmente programada para incluir as novas músicas de "JoJo", "Michael J. Willett", "Hi Fashion" & "Veva". No entanto, após o anúncio das trilhas sonoras, tanto JoJo e Michael J. Willett não foram incluídos na versão final, por razões desconhecidas.

### Lista de faixas
| N.º            | Título                                | Artista                        | Duração |  |
| 1.             | "Our Summer"                          | Dragonette                     | 4:20    |  |
| 2.             | "H.E.R."                              | Veva/Matthew Paul              | 4:13    |  |
| 3.             | "Body Work"                           | Morgan Page, Tegan and Sara    | 3:59    |  |
| 4.             | "Go! (Club Mix)"                      | Tones On Tail                  | 4:26    |  |
| 5.             | "Friday Nights (Jesse Andrews Remix)" | French Horn Rebellion, Viceroy | 5:30    |  |
| 6.             | "Hey Daydreamer"                      | Neil Halstead                  | 3:22    |  |
| 7.             | "Alala"                               | CSS                            | 3:58    |  |
| 8.             | "Too Hot"                             | Hey Willpower                  | 3:38    |  |
| 9.             | "Wild"                                | Royal Teeth                    | 4:33    |  |
| 10.            | "Lighthouse"                          | Hi Fashion                     | 5:45    |  |
| 11.            | "Closer"                              | Tegan and Sara                 | 3:29    |  |
| 12.            | "Gay Best Friend"                     | Heven' Helen Vergara           | 2:42    |  |
| 13.            | "1"                                   | Glacial Walls                  | 4:14    |  |
| Duração total: | Duração total:                        | Duração total:                 | 54:09   |  |

## Festivais de Cinema
Antes do seu lançamento nos cinemas, o filme foi exibido em vários festivais de cinema em todo os EUA no dia 19 de abril de 2013. O filme também foi exibido em vários festivais de cinema internacionais, incluindo Brasil, Finlândia, Espanha, entre outros.
| - 19 de abril de 2013 - Festival de Cinema de Tribeca - 5 de junho de 2013 - Seattle International Film Festival - 30 de junho de 2013 - Frameline Film Festival - 21 de julho de 2013 - Outfest Film Festival - 21 e 23 de agosto de 2013 - Vancouver Queer Film Festival - 14 de setembro de 2013 - Roanoke Diversity Film Festival - 12 de outubro de 2013 - Tampa International Gay and Lesbian Film Festival - 18 de outubro de 2013 - Tallgrass Film Festival - 20 de outubro de 2013 - Louisville LGBT Film Festival - 20 de outubro de 2013 - Chéries-Chéris Film Festival - 26 de outubro de 2013 - Austin Film Festival - 29 de outubro de 2013 - Budapest Pride LGBTQ Filmfestival - 7 de novembro 2013 - Chicago Reeling Film Festival - 8 de novembro de 2013 - Indianapolis LGBT Film Festival no Indianapolis Museum of Art | - 8 de novembro de 2013 - Vinokino, Helsinki, Finlândia - 9 de novembro de 2013 - Festival Mix Brasil, São Paulo - 9 de novembro de 2013 - California Independent Film Festival Association - 10 de novembro de 2013 - Long Island Gay Lesbian Film Festival - 10 de novembro de 2013 - Stonewall Columbus LGBT Festival - 10 de novembro de 2013 - LesGaiCineMad Madrid - 12 de novembro de 2013 - Festival Mix Brasil, São Paulo - 15 e 16 de novembro de 2013 - Key West Film Festival - 15 e 19 de novembro de 2013 - Puerto Rico Queer Film Festival - 15 e 20 de novembro de 2013 - Festival Mix Brasil, Rio de Janeiro - 21 de março de 2014 - BFI Flare (London LGBT Film Festival), Londres - 21 de maio de 2014 - Outview Film Festival (Athens LGBT Film Festival), Atenas - 29 de maio de 2014 - OUTtakes Film Festival, Wellington - 7 de junho de 2014 - Festival Mix, Cidade do México |